# Castello di Eltz

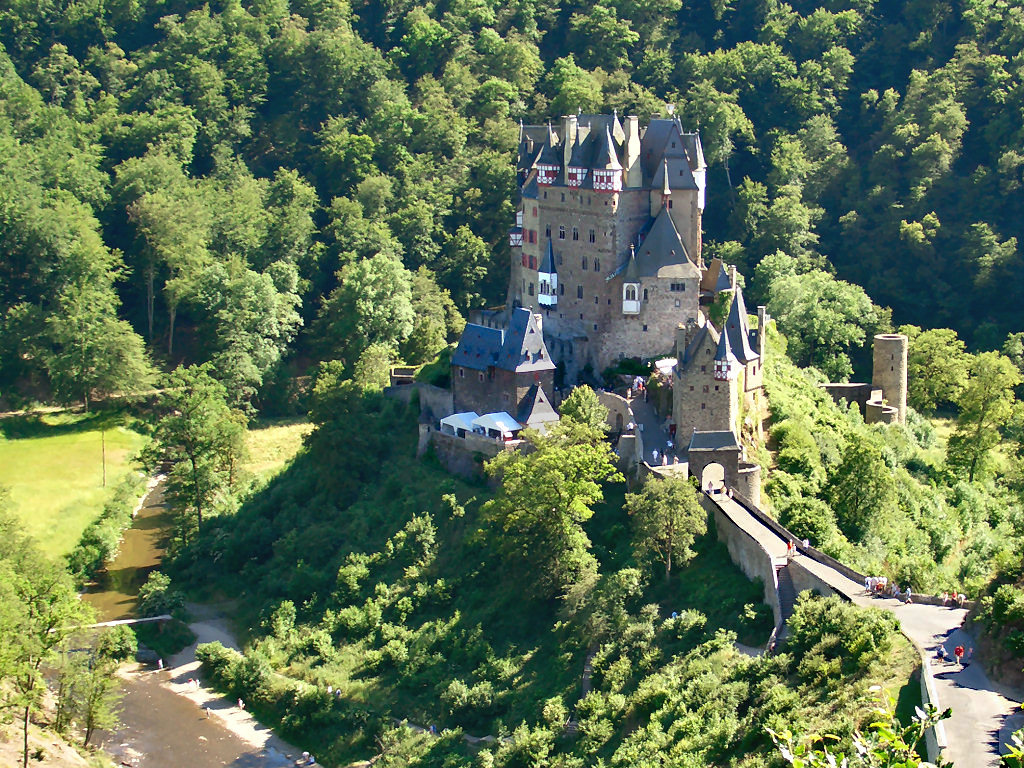
Il castello di Eltz

Il castello di Eltz (tedesco Burg Eltz) è un castello medievale situato presso Wierschem sulle colline sovrastanti la Mosella tra Coblenza e Treviri in Germania. È ancora oggi proprietà della stessa famiglia che vi visse dal XII secolo, 33 generazioni fa, gli Eltz. È considerato uno dei più bei castelli tedeschi.

## Posizione
Il castello è circondato su 3 lati dall'Elzbach, un tributario della Mosella sul lato nord. È situato su una rupe rocciosa alta 70 metri

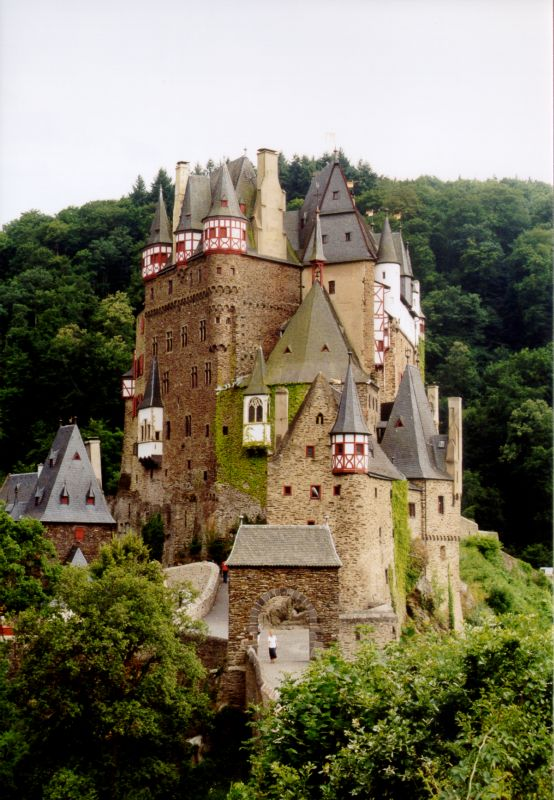
Veduta del castello

## Descrizione
Il castello è un cosiddetto Ganerbenburg (un castello appartenente a una comunità di eredi legati).
È quindi diviso in diverse sezioni appartenenti a diverse famiglie. Questi castelli venivano costruiti nel Medioevo da signori locali che, non potendo permettersi la costruzione di un castello personale, si univano ad altre famiglie feudali per vivere in un unico maniero.
La parte più antica risale al XIII secolo mentre quella più recente a metà del XVI secolo.
Nella sala dei Cavalieri, una "rosa del silenzio" è contrapposta ad una "testa di giullare":  sanciscono il segreto verso l'esterno e la schiettezza di parola tra i membri della famiglia.

## Storia
I signori von und zu Eltz, nobiltà cattolica renana, prendono nome dal castello e dalla località posti su un'altura sulla riva sinistra della Mosella, nell'elettorato di Treviri.
Rudolf zu Eltz fu il primo personaggio storico conosciuto come testimone in un atto di donazione di una pertinenza del Castello da parte dell'imperatore Federico Barbarossa (1157).
L'Imperatore Federico II concesse successivamente, il Castello ed il Borgo agli Eltz in fidecommisso. È un tipico Ganerburg, cioè un castello in condominio ereditario di fidecommisso familiare. Infatti l'imponente costruzione è stata elevata con lo sforzo economico delle tre linee familiari dei von Eltz: i Rübenach, i Rodendorf, i Kempenich. 
Ognuna di queste linee non avrebbe avuto le possibilità economiche per erigere una fortezza tanto vasta e possente. 
In questo modo, con lo sforzo congiunto è stato eretto un fortilizio per la difesa comune, sia pure composto da parti separate, per difendersi dalle mire espansionistiche dell'ambizioso arcivescovo elettore Baldovino di Treviri (1331-36). 
Nel 1472 fu terminata, sul lato ovest della fortificazione, la residenza in stile gotico di Lancillotto e Guglielmo della linea di Eltz-Rübenach, caratterizzata dal salone inferiore ricco di decorazioni. I Rübenach presero il nome dalla località omonima presso Coblenza (1272). 
Nel 1540 anche la residenza dei Rodendorf, costruita in stile tardo gotico, venne finita con la sala degli stendardi. 
Infine, verso il 1530 fu terminata la parte dei Kempenich, ove tuttora risiedono. Quest'ultima linea ebbe origine con Antonio zu Eltz che nel 1581 acquistò la signoria di Kempenich, rimasta in proprietà della famiglia fino al 1777.
Nel 1815 con la vendita delle proprietà della linea dei baroni von Eltz-Rübenach, il conte Ugo Filippo divenne unico proprietario del castello avito, essendo la linea di Eltz-Rodendorf estinta dal 1786 e le sue proprietà già ereditate dai Kempenich.